# Nautarachna queticoensis
Nautarachna queticoensis är en kvalsterart som beskrevs av Smith. Nautarachna queticoensis ingår i släktet Nautarachna och familjen Nautarachnidae. Inga underarter finns listade i Catalogue of Life.